# Ronde van Catalonië 2002
De 82ste editie van de Ronde van Catalonië (Catalaans: Volta a Catalunya) werd gehouden van 17 juni tot en met 23 juni 2002 in de gelijknamige autonome regio in Spanje. Dit rittenkoers telde zeven etappes en ging over een afstand van 887,9 kilometer. Aan deze ronde deed geen enkele Nederlander mee.

## Etappeoverzicht
| etappe | datum   | start                 | finish              | afstand  | winnaar              | klassementsleider |
| ------ | ------- | --------------------- | ------------------- | -------- | -------------------- | ----------------- |
| 1e     | 7 juni  | Sant Jaume d'Enveja   | Deltebre            | 30,9 km  | US Postal Service    | Tom Boonen        |
| 2e     | 18 juni | La Senia              | Les Borges Blanques | 182,9 km | Danilo Hondo         | George Hincapie   |
| 3e     | 19 juni | Sant Climent de Taüll | La Vall de Boí      | 10,8 km  | Aitor Garmendia      | Roberto Heras     |
| 4e     | 20 juni | Barruera              | Andorra             | 197,3 km | José Antonio Garrido | Roberto Heras     |
| 5e     | 21 juni | Andorra la Vella      | Llívia              | 178,2 km | José Manuel Maestre  | Roberto Heras     |
| 6e     | 22 juni | Llívia                | Montcada i Reixac   | 180,1 km | Tom Steels           | Roberto Heras     |
| 7e     | 23 juni | Montcada i Reixac     | Barcelona           | 115,9 km | Dmitri Fofonov       | Roberto Heras     |

## Eindklassementen

### Algemeen klassement
| Plaats | Naam                 | Ploeg                    | Tijd      |
| ------ | -------------------- | ------------------------ | --------- |
|        | Roberto Heras        | US Postal Service        | 17u27'20" |
| 2      | Aitor Garmendia      | Team Coast               | + 31"     |
| 3      | Luis Pérez Rodríguez | Team Coast               | + 44"     |
| 4      | Mikel Zarrabeitia    | ONCE-Eroski              | + 51"     |
| 5      | Fernando Escartin    | Team Coast               | + 1' 00"  |
| 6      | Leonardo Piepoli     | iBanesto.com             | + 1' 04"  |
| 7      | David Plaza          | Team Coast               | + 1' 38"  |
| 8      | Francisco Mancebo    | iBanesto.com             | + 1' 47"  |
| 9      | Benjamin Noval       | Relax-Fuenlabrada        | + 1' 48"  |
| 10     | José Antonio Garrido | Jazztel-Costa de Almería | + 1' 51"  |
|        |                      |                          |           |
| 25     | Mario Aerts          | Lotto-Adecco             | + 8' 08"  |

### Bergklassement
| Plaats    | Naam                 | Ploeg                    | Punten |
| --------- | -------------------- | ------------------------ | ------ |
| Rode trui | José Antonio Garrido | Jazztel-Costa de Almería | 78     |
| 2         | Juan Antonio Flecha  | iBanesto.com             | 39     |
| 3         | Roberto Heras        | US Postal Service        | 39     |

### Puntenklassement
| Plaats     | Naam                 | Ploeg                    | Punten |
| ---------- | -------------------- | ------------------------ | ------ |
| Witte trui | Benjamin Noval       | Relax-Fuenlabrada        | 54     |
| 2          | Fernando Escartin    | Team Coast               | 53     |
| 3          | José Antonio Garrido | Jazztel-Costa de Almería | 48     |

### Sprintklassement
| Plaats      | Naam                | Ploeg                    | Punten |
| ----------- | ------------------- | ------------------------ | ------ |
| Blauwe trui | Carlos Torrent      | Jazztel-Costa de Almería | 12     |
| 2           | Thierry Marichal    | Lotto-Adecco             | 7      |
| 3           | Francisco José Lara | Team Coast               | 5      |

### Ploegenklassement
| Plaats | Ploeg             | Tijd      |
| ------ | ----------------- | --------- |
|        | Team Coast        | 52u24'11" |
| 2      | iBanesto.com      | + 3' 08"  |
| 3      | Relax-Fuenlabrada | + 6' 30"  |

## Klassementsleiders
| Etappe      | Winnaar              | Algemeen        | Punten            | Berg                 | Sprint           |
| 1           | US Postal Service    | Tom Boonen      | Niet uitgereikt   | Niet uitgereikt      | Niet uitgereikt  |
| 2           | Danilo Hondo         | George Hincapie | Danilo Hondo      | Thierry Marichal     | Thierry Marichal |
| 3           | Aitor Garmendia      | Roberto Heras   | Aitor Garmendia   | Aitor Garmendia      | Thierry Marichal |
| 4           | José Antonio Garrido | Roberto Heras   | Aitor Garmendia   | José Antonio Garrido | Thierry Marichal |
| 5           | José Manuel Maestre  | Roberto Heras   | Fernando Escartin | José Antonio Garrido | Carlos Torrent   |
| 6           | Tom Steels           | Roberto Heras   | Fernando Escartin | José Antonio Garrido | Carlos Torrent   |
| 7           | Dmitri Fofonov       | Roberto Heras   | Benjamín Noval    | José Antonio Garrido | Carlos Torrent   |
| Eindstanden | Eindstanden          | Roberto Heras   | Benjamín Noval    | José Antonio Garrido | Carlos Torrent   |

1911 · 1912 · 1913 · 1914-1919 · 1920 · 1921-1922 · 1923 · 1924 · 1925 · 1926 · 1927 · 1928 · 1929 · 1930 · 1931 · 1932 · 1933 · 1934 · 1935 · 1936 · 1937 · 1938 · 1939 · 1940 · 1941 · 1942 · 1943 · 1944 · 1945 · 1946 · 1947 · 1948 · 1949 · 1950 · 1951 · 1952 · 1953 · 1954 · 1955 · 1956 · 1957 · 1958 · 1959 · 1960 · 1961 · 1962 · 1963 · 1964 · 1965 · 1966 · 1967 · 1968 · 1969 · 1970 · 1971 · 1972 · 1973 · 1974 · 1975 · 1976 · 1977 · 1978 · 1979 · 1980 · 1981 · 1982 · 1983 · 1984 · 1985 · 1986 · 1987 · 1988 · 1989 · 1990 · 1991 · 1992 · 1993 · 1994 · 1995 · 1996 · 1997 · 1998 · 1999 · 2000 · 2001 · 2002 · 2003 · 2004 · 2005 · 2006 · 2007 · 2008 · 2009 · 2010 · 2011 · 2012 · 2013 · 2014 · 2015 · 2016 · 2017 · 2018 · 2019 · 2020 · 2021 · 2022 · 2023 · 2024 · 2025